# Efferia pumila
Efferia pumila là một loài ruồi trong họ Asilidae. Efferia pumila được Macquart miêu tả năm 1850. Loài này phân bố ở vùng Tân nhiệt đới.